# Phenformin
Phenformin là một loại thuốc trị đái tháo đường thuộc nhóm biguanide. Thuốc này được Ciba-Geigy bán trên thị trường dưới dạng DBI, nhưng đã bị rút khỏi hầu hết các thị trường vào cuối những năm 1970 do nguy cơ nhiễm axit lactic cao, gây tử vong trong 50% trường hợp.
Phenformin được phát hiện vào năm 1957 bởi Ungar, Freedman và Seymour Shapiro, làm việc cho Tập đoàn Vitamin Hoa Kỳ. Các thử nghiệm lâm sàng bắt đầu vào năm 1958 cho thấy nó có hiệu quả, nhưng có tác dụng phụ đường tiêu hóa.

## Độc tính
Doanh số phenformin bắt đầu giảm ở Mỹ từ năm 1973 do các nghiên cứu thử nghiệm tiêu cực và báo cáo về nhiễm axit lactic. Đến tháng 10 năm 1976, Ủy ban Tư vấn Chuyển hóa và Nội tiết của FDA khuyến cáo nên loại bỏ phenformin khỏi thị trường. FDA bắt đầu các thủ tục tố tụng chính thức vào tháng 5 năm 1977, dẫn đến việc rút thuốc này khỏi thị trường cuối cùng vào ngày 15 tháng 11 năm 1978.
Năm 1977, 385.000 bệnh nhân mắc bệnh tiểu đường giai đoạn đầu đang dùng phenformin ở Mỹ. Nhóm nghiên cứu sức khỏe của Ralph Nader khiến chính phủ Mỹ chịu áp lực cấm thuốc. Ciba-Geigy Corp chống lại, tuyên bố không có sự thay thế thỏa đáng cho nhiều bệnh nhân. Tuy nhiên, vào tháng 7, FDA đã tuyên bố loại thuốc này là "mối nguy hiểm sắp xảy ra đối với sức khỏe cộng đồng" và đã cho các bác sĩ 90 ngày để chuyển sang một phương pháp điều trị thay thế (như insulin, hạn chế chế độ ăn uống hoặc các loại thuốc khác). Kể từ năm 2008, phenformin vẫn có mặt hợp pháp ở Ý, Brazil, Uruguay, Trung Quốc, Ba Lan, Hy Lạp và Bồ Đào Nha và các trường hợp nhiễm axit lactic do phenformin tiếp tục được báo cáo trên toàn thế giới. Tại Hồng Kông, nơi phenformin bị cấm, các trường hợp nhiễm axit lactic do phenformin xảy ra sau khi dùng thuốc độc quyền của Trung Quốc, tự xưng là thảo dược, đã bị pha trộn với phenformin. Tại Mỹ, năm 2001, FDA đã thu hồi "sản phẩm thảo dược" của Trung Quốc có chứa phenformin.
Metformin - thuốc liên quan an toàn hơn đáng kể so với phenformin, với ba trường hợp nhiễm axit lactic trên 100.000 bệnh nhân so với 64 trường hợp trên 100.000 bệnh nhân và những bệnh nhân chủ yếu chỉ giới hạn ở những bệnh nhân bị suy thận.